# Coxiconchiidae
De Coxiconchiidae zijn een familie van uitgestorven tweekleppigen uit de infraklasse Euheterodonta.